# San Felipe (manzana)
San Felipe es el nombre de una variedad cultivar de manzano (Malus domestica). Esta manzana está cultivada en la colección de la Estación Experimental Aula Dei (Zaragoza) con n.º de accesión "3376". Esta manzana está cultivada en diversos viveros entre ellos algunos dedicados a conservación de árboles frutales en peligro de desaparición. Esta manzana es originaria de las Islas Baleares, donde tuvo su mejor época de cultivo comercial anterior a la década de 1960, y actualmente en menor medida aún se encuentra.

## Sinónimos
- "Manzana San Felipe",[6][8][9]
- "Poma de la Rosa".

## Historia
Las Islas Baleares presenta unas condiciones de clima y de suelos buenos para el cultivo del manzano. De hecho existe una considerable variedad de cultivos autóctonos de manzano, fruto de la sabiduría y el esfuerzo de los agricultores, que durante generaciones han realizado cruces y mejoras de las variedades. En estas últimas décadas ya sea por presiones urbanísticas o por abandono de los cultivos en los campos, debida a la competencia con otras variedades de manzanas selectas foráneas, se han ido perdiendo parte de la riqueza de variedades frutales de la herencia. Actualmente hay iniciativas para evitar la pérdida irremediable de esta riqueza cultural y agrícola con iniciativas de conservación como el proyecto "Reviure" en Mallorca (con plantación de 160 frutales de la herencia), [Autores: José Moscardó Sáez Antoni Martorell Nicolau Proyecto Reviure-caib.es.PDF] o el banco de germoplasma de frutales del Jardín Botánico de Sóller.
'San Felipe' está considerada incluida en las variedades locales autóctonas muy antiguas, cuyo cultivo se centraba en comarcas muy definidas. Se caracterizaban por su buena adaptación a sus ecosistemas y podrían tener interés genético en virtud de su adaptación. Se encontraban diseminadas por todas las regiones fruteras españolas, aunque eran especialmente frecuentes en la España húmeda. Estas se podían clasificar en dos subgrupos: de mesa y de sidra (aunque algunas tenían aptitud mixta).
'San Felipe' es una variedad clasificada como de mesa; difundido su cultivo en el pasado por los viveros comerciales y cuyo cultivo en la actualidad se ha reducido a huertos familiares y jardines privados.

## Características
El manzano de la variedad 'San Felipe' tiene un vigor Medio; florece a inicios de mayo; tubo del cáliz pequeño, triangular o en embudo de tubo corto o largo y estrecho, y con los estambres situados por la mitad.
La variedad de manzana 'San Felipe' tiene un fruto de tamaño variado; forma variada, pero la mayoría cónica y suavemente truncada, con contorno irregular, a veces marcando un leve acostillado y rebajado de un lado; piel fuerte, semi-grasa; con color de fondo amarillo verdoso, siendo el color del sobre color rosado, intensidad del sobre color lavado, distribución del sobre color chapa / rayas, con chapa rosada, al mismo tiempo leves pinceladas cortas y finas inapreciables cuando se unifica el color con un tono más intenso, acusa un punteado abundante, blanquinoso e inapreciables los ruginosos, con frecuencia le recubre una pruina grisácea, y una sensibilidad al "russeting" (pardea miento áspero superficial que presentan algunas variedades) débil; pedúnculo rozando los bordes o sobresaliendo por encima de éstos, semi-fino y un poco engrosado en la parte superior, color verdoso y lanosidad de tono gris, casi siempre presenta dos embriones de yemas a los lados y a veces también aparece con alguna bráctea pequeñita, anchura de la cavidad peduncular medianamente ancha, profundidad de la cavidad peduncular profunda, aun cuando da la sensación de no ser así, bordes irregularmente ondulados, y con importancia del "russeting" en cavidad peduncular muy débil; anchura de la cavidad calicina estrecha, profundidad de la cav. calicina de poco profunda a la casi superficial, pero marcando cubeta, con el borde ondulado, fondo fruncido y del mismo se desplazan unas líneas en relieve que se pierden por la mitad del fruto, y con la importancia del "russeting" en cavidad calicina ausente; ojo pequeño y mediano, cerrado o entreabierto; sépalos triangulares de puntas agudas y vueltas hacia fuera, color verdoso y pubescencia gris.
Carne de color blanco con algún tinte verdoso; textura fundente; sabor característico de la variedad, dulzón, bueno; corazón ancho, bulbiforme, marcado más o menos por las líneas del corazón pero bien delimitado; eje abierto o agrietado y algunos en forma de caverna; celdas en el corte transversal presenta variabilidad en la forma de sus celdillas; semillas abundantes, de color castaño claro y muy pocas oscuras.
La manzana 'San Felipe' tiene una época de maduración y recolección temprana, se recolecta desde finales de agosto a mediados de septiembre. Tiene uso como manzana de mesa fresca.